# Ingelger Ier d'Amboise
 (octobre 2013).
Si vous disposez d'ouvrages ou d'articles de référence ou si vous connaissez des sites web de qualité traitant du thème abordé ici, merci de compléter l'article en donnant les références utiles à sa vérifiabilité et en les liant à la section « Notes et références ».
Ingelger Ier d'Amboise, né vers 1300 et mort en 1373, était le fils aîné de Pierre Ier d'Amboise († 1312), fondateur de la branche aînée des seigneurs d'Amboise.

## Titres et fonctions
Après le décès de son père, Pierre Ier d'Amboise, Ingelger Ier devint seigneur d'Amboise, Bléré, Rochecorbon et Civray en Indre-et-Loire, de Montrichard en Loir-et-Cher, de Berrie et Leugny dans la Vienne, et de Château-Gontier dans la Mayenne.
Il était surnommé Ingelger « le Grand ». Il reçut aussi La Ferté-Bernard dans la Sarthe du roi Jean le Bon, fief passé ensuite à son beau-frère Guillaume Ier de Craon.

## Biographie
Toute sa vie Ingelger Ier se battit contre les Anglais qui avaient envahi la partie ouest de la France. Il fit campagne aux côtés des rois de France Philippe VI de France et Jean II le Bon pendant la guerre de Cent Ans. 
Le 19 septembre 1356, il est fait prisonnier en même temps que le roi Jean II le Bon à la Bataille de Poitiers (1356) et comme lui, il se retrouve prisonnier en Angleterre. Son épouse participe à la rançon de quatre millions d'écus demandés par Édouard III, roi d'Angleterre, pour libérer le roi de France. Puis, pour payer la rançon de son mari, elle vend sa terre de Chevreuse, près de Paris. 
À peine rentré en France, Ingelger Ier reçoit une lettre du régent et futur roi de France Charles V  qui lui écrit de Vincennes, (le dix-sept mai 1357) et lui donne l'ordre de se constituer prisonnier, une nouvelle fois, pour aller prendre la place de Guy II de Châtillon, comte de Blois, prisonnier, lui aussi, d'Édouard III. Dans cette lettre, il menace Ingelger Ier d'Amboise de lui confisquer ses biens, s'il refuse de repartir. (Voir la revue intitulée « Le cabinet historique » - Textes et pièces inédites, 1862. T.8 - p. 73 à 77). 
Malgré la menace Ingelger Ier refuse de repartir comme prisonnier en Angleterre. Il adresse un courrier au roi pour lui donner les raisons de son refus. Le 11 novembre 1355, Ingelger Ier d'Amboise adressa une lettre de sa forteresse de Mondoubleau, à Macé de Valaines, et à son cousin Hugues d'Amboise. Il les nomme ses procureurs et leur demande de réceptionner, et de porter le nouvel évêque, Michel de Brèche, au cours de son entrée dans la ville du Mans. (Archives Départementales de Touraine, Ms 247 - folio 276).

## Descendance
Ingelger Ier épousa en premières noces, en 1334, Marie de Flandres-Dampierre, vicomtesse de Châteaudun, Dame de Mondoubleau (près de Châteaudun), de Terremonde (Flandres), de Nesle (Somme), et de Saint-Calais (Sarthe) (Marie de Flandre était la fille de Jean de Flandre-Dampierre, seigneur de Nesle, Crèvecœur, Termonde, (les) Alleux en Pailluel/Puelle (Arleux, Palluel), et de Béatrix de Châtillon-Blois-Saint-Pol fille de Jacques).
En 1356, il épousa en secondes noces, Isabeau de Thouars, comtesse de Dreux et de Benon, Vicomtesse de Thouars, Dame de Talmond et Mauléon (fille du vicomte Louis de Thouars, et de Jeanne II de Dreux, princesse issue du sang royal. Isabeau de Thouars était veuve depuis peu de temps de Guy de Clermont-Nesle, seigneur de Mello et d'Offémont).
De ses deux mariages, Ingelger d'Amboise eut sept enfants:
Du premier lit :
- Jean, mort jeune.
- Jeanne, dame de Nesle et Mondoubleau, mariée à Charles de Trie, comte de Dammartin. En 1406, Louis de Bourbon-Vendôme acquiert Mondoubleau.
- Marguerite, dame de Nesle, mariée à Pierre II de Sainte-Maure, seigneur de Montgaugier, d'où la suite des sires de Nesle.
- Marie, dame de St-Calais, mariée à Olivier d'Ussé (ou de Husson ? plutôt Ussé). St-Calais est vendu vers 1391/1393 par Olivier, devenu veuf ou encore avec sa femme, aux Bueil (de Sancerre) (à Jean III de Bueil, qui obtient aussi Montrésor et Mirebeau ; par son premier mariage, son petit-fils l'amiral Jean V acquerra Ussé ; la sœur de Jean V, Anne de Bueil (1405-58), était d'ailleurs l'épouse de Pierre de Chaumont d'Amboise, un lointain arrière-cousin de Marie d'Amboise de St-Calais).

Du deuxième lit :
- Pierre II d'Amboise, v.1357-1426, 31e vicomte de Thouars. Il épousa en premières noces, Jeanne de Rohan, fille de Jean Ier de Rohan, et en secondes noces, en 1408, Anne de Goyon (fille de Bertrand III de Goyon-Matignon et de Marie de Rochefort.
- Ingelger II d'Amboise (mort vers 1410), seigneur de Rochecorbon, mari de Jeanne de Craon, fille de Pierre de Craon, remariée veuve à Pierre de Beauvau (d'où les Beauvau-Craon) ; d'où la suite des sires d'Amboise, vicomtes de Thouars, princes de Talmont, comtes de Benon etc. Père de : 
  - Louis d'Amboise (1392-1469), marié à Louise-Marie de Rieux : père entre autres enfants de Marguerite d'Amboise (?-1475), femme en 1446 de Louis Ier de La Trémoille : d'où la suite des vicomtes de Thouars
  - Péronnelle d'Amboise († 1453), dame de Rochecorbon, de Frontenay l'Abbatu, d'Ambrières, de Montrichard et de Plessis lès Tours, vicomtesse de Tours, épouse en 1412 de Hardouin VIII de Maillé, puis épouse de Guillaume d'Harcourt, vicomte de Melun et comte de Tancarville (issu de Jean V)
  - Jacqueline d'Amboise († 1429), mariée à Jean de La Trémoille (1377-1449 ; sans postérité ; frère aîné de Georges), seigneur de Jonvelle
- Péronnelle d'Amboise, mariée à Olivier du Guesclin, frère du fameux Connétable, Bertrand du Guesclin.

Ingelger Ier d'Amboise mourut dans son château d'Amboise, en 1373.